# Actephila bella
Actephila bella är en emblikaväxtart som beskrevs av Paul Irwin Forster. Actephila bella ingår i släktet Actephila och familjen emblikaväxter. Inga underarter finns listade i Catalogue of Life.